# Les Mains libres (film, 1939)
Pour les articles homonymes, voir Les Mains libres.
Les Mains libres (titre original : Befreite Hände) est un film allemand réalisé par Hans Schweikart, sorti en 1939.

## Synopsis
Dürthen est une jeune femme simple, calme, sincère et terre-à-terre. A contrario de son mari, qui est strict et dur avec leur unique fils, Jens. Elle décide de se séparer de lui et doit désormais gagner sa vie comme bergère, bien que sa réelle passion soit de sculpter des petites figures en bois. 
Joachim von Erken, fils du propriétaire des pâturages d'un statut social bien plus élevé, est amoureux d'elle à son insu, mais ne se dévoile pas pour des raisons de statut social. 
Lorsqu'un jour Kerstin Thomas, qui dirige un magasin d'art à Berlin, rend visite à von Erken, elle est immédiatement fascinée par les petites figures de Dürthen. On reconnaît un certain talent dans les œuvres de Dürthen et Kerstin lui propose de venir avec elle poursuivre sa formation artistique. Mais comme Jens ne peut pas l'accompagner, elle refuse l'offre. Plus tard, son fils meurt dans un terrible accident et profondément brisée, elle décide de quitter sa vie de bergère pour travailler à Berlin.
Au début, on ne l'autorise qu'à peindre des poupées en porcelaine au sein de l'atelier de Kerstin mais cela ne la comble pas. Sa patronne lui donne alors l'opportunité de sculpter seule, ce qui va immédiatement attirer le professeur d'art et sculpteur expérimenté Wolfram. Celui-ci va lui enseigner les bases de la sculpture et quand von Erken leur rend une visite de courtoisie, il est impressionné par le travail de Dürthen, qu'il croit à tort être celui de Kerstin. Cette dernière le laisse dans l'erreur et quand Dürthen arrive, une vive dispute entre les deux femmes éclate. Dürthen est mise à la porte mais van Erken prend son parti. 
Plus tard, le duo part en Italie, où ils rencontreront le professeur Wolfram à Rome. Là-bas, elle comprend que se sa relation avec Joachim ne peut se concilier avec sa passion pour l'art et elle décide de le quitter. Finalement,  Wolfram et Dürthen retournent dans leur atelier et se mettent au travail, se rapprochant par la même occasion, du fait de leurs affinités artistiques.

## Fiche technique
- Scénario : Erich Ebermayer
- Musique : Lothar Brühne

## Distribution
- Brigitte Horney : Dürthen, Schafhirtin
- Olga Tschechowa : Kerstin Thomas
- Ewald Balser : Professor Wolfram
- Carl Raddatz : Graf Joachim von Erken
- Paul Dahlke : Thomsen
- Eduard von Winterstein : Gutsbesitzer von Erken
- Franz Weber : Bergh, Diener
- Hedwig Wangel : Frau Steinmann
- Erna Sellmer : Pastorin
- Otto Brefin : Pastor
- Erika Helmke : Carla
- Luise Hohorst : Tante Mathilde
- Vera Hartegg : Josefa
- Albert Lippert : Van Daalen
- Alfred Maack : Postmeister
- Georg Schmieter : Harms
- Ernst Joachim Schlieper : Leuthold
- Herbert Knoll : Portier
- Haenschen Pfaff : Pfaff